# John Kanzius
John Kanzius (1er mars 1944 - 18 février 2009) est un inventeur américain et un ingénieur spécialisé dans la radio et la télévision qui a développé une méthode pour traiter le cancer,. Il a aussi créé, par accident, un appareil qui peut « brûler l'eau de mer ». Les deux effets sont obtenus à l'aide d'un appareil de son invention : un transmetteur de micro-ondes.
Autodidacte, Kanzius affirme que ses recherches étaient motivées par une expérience vécue lors du traitement de son cancer par la chimiothérapie,.

## Traitement du cancer
Pour tuer les cellules cancéreuses selon la méthode développée par Kanzius, il faut en premier lieu qu'elles ingèrent des nanoparticules, tels des nanotubes de carbone, et de l'or sous forme colloïdale. Quand les micro-ondes provenant de l'appareil de son invention réchauffent les nanoparticules ingérées, elles le font au point de faire éclater les cellules cancéreuses sans détruire les cellules saines les entourant.
En date du 23 avril 2007, les recherches préliminaires utilisant l'appareil de Kanzius, recherches menées à la fois par le Dr Steven A. Curley, professeur en oncologie chirurgicale au M. D. Anderson Cancer Center de l'Université du Texas à Houston, et par le Dr David A. Geller, codirecteur du Liver Cancer Center à l'Université de Pittsburgh, ont démontré des résultats prometteurs. Si le gouvernement fédéral américain approuve le projet, des tests seront faits sur des sujets humains,,.
Steven A. Curley, un pionnier des études cliniques qui ont démontré que l'ablation des tumeurs par les ondes radio était un traitement valide et qui a incité la FDA à approuver ce traitement, a indiqué que la méthode de Kanzius était l'« un des développements les plus prometteurs des dernières années »
Kanzius a affirmé que la motivation qui sous-tendait l'effort concerté de recherche autour de son appareil était le désir de vaincre le cancer chez les enfants considérés comme inguérissables.
Le prototype de l'appareil, qui a été testé pour la première fois au Medical Center de l'Universié de Pittsburgh par Klune et al. a été construit par Kanzius dans sa maison.
En date du 1er novembre 2007, les essais préliminaires avec des lapins ont donné un taux de succès de 100 %, les tumeurs ayant disparu et les lapins étant demeurés en santé.

## Appareil à produire de l'hydrogène
Vers la fin de 2007, Kanzius a annoncé que le même appareil pouvait produire de l'hydrogène à partir de l'eau salée,.
Cette découverte a été faite accidentellement alors qu'il explorait la possibilité de dessaler l'eau de mer. Kanzius a affirmé que « dans ce cas, nous ne cherchions pas pour de l'énergie, nous voulions quelque chose pour dessaler. Plus on le dessalait, plus il y avait de la chaleur, jusqu'à ce que le feu prenne. »,
Kanzius admet que ce procédé ne doit pas être considéré comme une source d'énergie, puisqu'il faut produire plus d'énergie en micro-ondes que le gaz dégagé ne peut en fournir. Il a affirmé en juillet 2007 qu'il n'a jamais prétendu que sa découverte pourrait remplacer le pétrole, seulement qu'elle incitait à réfléchir. Les détails de son procédé ne sont pas publiés, car il est en voie de faire breveter son invention.
Kanzius fait l'hypothèse que la flamme provient d'une action des micro-ondes qui oblige les atomes d'hydrogène et d'oxygène, contenus dans l'eau, à se rapprocher, un processus qu'il appelle « réunification ». Dans l'eau (H2O), l'hydrogène partage une liaison covalente avec l'oxygène : dès lors, le processus doit « réunir » les atomes d'hydrogène et d'oxygène en paires, ce qui amène le dégagement de dihydrogène (H2) et de dioxygène (O2). L'énergie des micro-ondes est absorbée par l'eau et sépare celle-ci en hydrogène gazeux et en oxygène gazeux, lesquels réagissent ensemble pour former à nouveau de l'eau tout en dégageant suffisamment de chaleur pour créer une flamme. La torche d'eau est un exemple démontrant la dissociation de l'eau qui dégage de la chaleur et de la lumière.
L'expérience a pu être répétée par Rustum Roy (en), un scientifique spécialiste des matériaux à l'Université de Pennsylvanie, lors d'une démonstration effectuée devant un auditoire de la faculté des sciences des matériaux, en utilisant l'appareil de Kanzius, que Kanzius avait apporté au laboratoire pour la journée. Sur son site web, Roy a écrit : « Il est clair que M. Kanzius a démontré la faisabilité à dissocier des solutions aqueuses de chlorure de sodium, ayant la concentration habituelle de l'eau de mer, en hydrogène et en oxygène,,, ».
Selon Roy, « l'eau salée ne brûle pas, malgré les apparences. Les ondes radio affaiblissent le lien chimique entre les éléments qui font l'eau salée, ce qui dégage de l'hydrogène. Une fois allumé, l'hydrogène va brûler aussi longtemps qu'il y aura ces ondes radio. »,. La température et la couleur de la flamme varient selon la concentration aqueuse.
Philip Ball, un consultant à l'édition de Nature et auteur de (en) H2O: A Biography of Water (H2O: une biographie de l'eau), est très critique à propos de l'idée que l'eau puisse être un carburant, peu importe les conditions d'utilisation. Bien qu'il mentionne que la découverte de Kanzius doit être vérifiée par le biais d'expériences rigoureuses, il affirme que « l'eau n'est pas un carburant » et « l'eau ne brûle pas ». Ball affirme aussi que selon les principes de la thermodynamique, il est « impossible d'extraire de l'énergie en extrayant de l'hydrogène de l'eau et en le brûlant, cela serait équivalent à créer une machine à mouvement perpétuel. ». Il est critique face au manque de rigueur des médias qui rapportent des faits qui ressemblent à de la pseudoscience. Il ajoute que « Maintenant, cependant (pour ce que ça vaut) voici le verdict final   de la thermodynamique : l'eau n'est pas un carburant. ».

## Traductions
1. ↑  (en) In this case we weren't looking for energy, we were looking for something that might do desalinization. The more we tried desalinization, the more heat we produced, until we got fire.
2. ↑  (en) It is clear that Mr Kanzius has demonstrated the ability to dissociate aqueous solutions of sodium chloride at normal sea water concentrations into hydrogen and oxygen.
3. ↑  (en) The salt water isn't burning per se, despite appearances. The radio frequencies act to weaken the bonds between the elements that make up salt water, releasing the hydrogen. Once ignited, the hydrogen will burn as long as it is exposed to the frequencies.
4. ↑  (en) impossible to extract energy by producing hydrogen from water and then burning it, as this would be a basis for a perpetual motion machine.
5. ↑  (en) Here, however (for what it is worth) is the definitive verdict of thermodynamics: water is not a fuel.